# Lyssna, Sion! Klagan ljuder
Lyssna, Sion! Klagan ljuder är en missionspsalm av Henrik Florus Ringius från 1909. 
Melodin är en tonsättning från 1551 som enligt Koralbok för Nya psalmer, 1921 också är samma melodi som till psalmen Såsom hjorten träget längtar (1819 nr 460) och Lyft, min själ, ur jordegruset (1921 nr 607), Trogen var och stadigt lita (1921 nr 611), Han på korset, han allena (1921 nr 519, 1986 nr 141).

## Publicerad som
- Nr 541 i Nya psalmer 1921, tillägget till 1819 års psalmbok under rubriken "Kyrkan och nådemedlen: Missionen".
- Nr 249 i 1937 års psalmbok under rubriken "Mission".